# Sprawa Rašicia
Sprawą Rašicia nazwano w mediach aferę związaną z degradacją do II ligi piłkarskiej klubu RKS Radomsko w 2002 roku.
Szefowie RKS Radomsko twierdzili, że w przegranym przez ich drużynę dwumeczu barażowym o prawo do gry w I lidze w sezonie 2002/2003 z Garbarnią Szczakowianką Jaworzno w barwach jaworznickiego klubu wystąpił zawodnik nieuprawniony do gry – wypożyczony z Victorii Jaworzno serbski pomocnik Branko Rašić – i domagali się sklasyfikowania wyników tych spotkań, zgodnie z obowiązującymi przepisami gry w piłkę nożną, jako walkowera na ich korzyść. 
Mecze barażowe
- 8 maja 2002, godz. 15:00: Szczakowianka Jaworzno – RKS Radomsko 2:0 (Rašić grał do 61. minuty)
- 12 maja 2002, godz. 14:30: RKS Radomsko – Szczakowianka Jaworzno 1:0 (Rašić grał do 48. minuty)[1]

Według klubu z Radomska, Rašić został zatrudniony w Szczakowiance po okresie transferowym, trwającym dla klubów I i II ligowych do końca marca dla transferów z niższych lig. Z dokumentów przedstawionych przez Szczakowiankę wynikało, że zawodnik został zatwierdzony do gry w Polsce 28 marca 2002 przez Victorię Jaworzno, natomiast działacze RKS znaleźli dowody, że kilka dni po tej dacie występował on jeszcze w barwach swojego poprzedniego klubu – FK Železničar Lajkovac.
Kilkakrotnie w tej sprawie zbierał się Wydział Gier i Najwyższa Komisja Odwoławcza w PZPN. Nakazano rozegranie trzeciego meczu barażowego w dniu 28 lipca 2002 na neutralnym stadionie w Płocku. Na takie rozwiązanie nie zgodził się RKS, gdyż w międzyczasie zmienił się trener a drużyna była osłabiona brakiem sześciu zawodników. W efekcie nieprzystąpienia RKSu do wyznaczonego spotkania, jaworznianom przyznano walkower i to oni zagrali w ekstraklasie a radomszczanie zostali zdegradowani do II ligi. Piłkarska centrala po 263 dniach od złożenia przez klub z Radomska protestu na udział Rašicia w pierwszych meczach barażowych, ostatecznie zadecydowała o ukaraniu działaczy Śląskiego ZPN oraz Victorii Jaworzno, jako winnych naruszenia przepisów przy potwierdzaniu Rašicia do gry w Polsce. Nie dopatrzono się natomiast winy Szczakowianki. 
Początkowo RKS złożył przeciwko PZPN w tej sprawie pozew do sądu, co było jednak wbrew przepisom UEFA i FIFA stanowiącym, że za skierowanie sprawy przez klub przeciwko związkowi piłkarskiemu do sądu powszechnego, klubowi grozi usunięcie ze struktur związku. Pozew został wycofany i 1 czerwca 2004 klub złożył do Trybunału Arbitrażowego do Spraw Sportu przy Polskim Komitecie Olimpijskim wniosek o odszkodowanie w wysokości 3 mln 400 tys. zł. Domagał się od PZPN wysokiego odszkodowania za utratę zysków:
- z praw transmisji telewizyjnych w Canal+ (mecze II ligi nie były transmitowane przez żadną stację telewizyjną),
- ze sprzedaży biletów (bilety II ligowe są tańsze i mecze cieszą się mniejszym zainteresowaniem widzów),
- z powodu wycofania się sponsorów i reklamodawców z klubu.

28 września prezesi PZPN Michał Listkiewicz i Eugeniusz Kolator poinformowali sekretarza generalnego Trybunału, że zarząd PZPN odmówił zapłaty na rzecz RKS Radomsko kwoty odszkodowania, bo RKS nie udowodnił sfałszowania dokumentów dotyczących gry Branko Rašicia występującego bezprawnie w barwach KS Garbarnia Szczakowianka Jaworzno i to był powód nieprzyznania walkowera na korzyść Radomska. Zatem, według zarządu PZPN, sporu nie ma.
Sprawa, ciągnąca się do roku 2006, stała się jedną z przyczyn katastrofy finansowej w RKS. Kolejne rozprawy przekładano wyznaczając odległe terminy a czas grał na niekorzyść zadłużającego się coraz bardziej klubu. Spór przed Trybunałem był m.in. powodem zablokowania przez PZPN działań ratunkowych zaproponowanych na początku 2005 roku przez dawnego działacza i sponsora RKS – Tadeusza Dąbrowskiego. W tym czasie drużyna RKS przegrała II ligę i w 2005 spadła do III ligi by w końcu, pod koniec września tego samego roku, z powodów finansowych zostać wycofana z rozgrywek. Po latach sprawa przywrócenia prawa RKSu do gry w pierwszej lidze stała się zatem niemożliwa, co znalazło odbicie w słowach wiceprezesa PZPN Eugeniusza Kolatora: (...) są spadki oraz awanse. I trudno potem odkręcać wyniki sportowej rywalizacji. Taki jest urok sportu – błędy są wpisane w widowisko.
6 września 2006 nowe władze IV ligowego RKS zawarły ze Związkiem tzw. ugodę pozasądową i miesiąc później wycofały sprawę z Trybunału Arbitrażowego. PZPN w zamian za wycofanie sprawy, zagwarantował pomoc w modernizacji stadionu piłkarskiego w Radomsku. Miało to nastąpić poprzez wpisanie obiektu na listę inwestycji centralnych finansowanych w większej części przez Ministerstwo Sportu. Warunkiem umieszczenia na tej liście radomszczańskiego stadionu jest m.in. zgoda ministra, ale także zgoda właściciela obiektu (miasta Radomsko) na częściowe partycypowanie w kosztach takiej modernizacji.